# Il ritorno di Harry Collings
Il ritorno di Harry Collings (The Hired Hand) è un film western statunitense del 1971 diretto da Peter Fonda. Tra gli interpreti ci sono Fonda, Warren Oates e Verna Bloom.
Un uomo ritorna dalla moglie che aveva abbandonato sette anni prima per girovagare e passare da un lavoro all'altro negli Stati Uniti sud-occidentali. La donna, amareggiata, lo lascerà restare solo se acconsente a trasferirsi come bracciante.
All'uscita, il film ha ottenuto pareri discordanti dalla critica ed è stato un fallimento finanziario. Nel 1973, il film fu trasmesso sulla NBC-TV in una versione estesa, ma ben presto cadde nell'oblio. Nel 2001, una versione completamente restaurata è stata mostrata in vari festival cinematografici, ottenendo un forte apprezzamento dalla critica, ed è stata pubblicata dal Sundance Channel in DVD. Ora è considerato un classico western del periodo.

## Trama
Harry Collings e Arch Harris sono due avventurieri a cavallo che, dopo sette anni di vagabondaggio nel sud-ovest americano, si sono stancati e vogliono trovare una svolta alle loro vite. Insieme a un compagno più giovane, Dan Griffen, fanno tappa a Del Norte, una città fatiscente in mezzo al nulla, gestita dal corrotto McVey. Harris e Griffen discutono di un viaggio in California per cercare lavoro quando Collings li informa bruscamente che ha deciso di tornare dalla moglie che ha lasciato anni prima. Griffen lascia temporaneamente i due in un bar e va a comprare provviste. Un uomo del villaggio gli spara e lo uccide per rubargli il cavallo, con la scusa che il ragazzo aveva cercato di violentare la moglie. Collings e Harris stanno per allontanarsi dal villaggio, ma trovano la casa dell'assassino e Collings spara a McVey ai piedi, paralizzandolo.
Dopo aver percorso centinaia di miglia fino alla sua vecchia casa, Collings trova un freddo benvenuto da sua moglie Hannah. Per poter restare, offre i suoi servizi come "bracciante". Hannah è d'accordo e lo mette subito al lavoro. A poco a poco, la sfiducia e il disagio causati da anni di allontanamento svaniscono ei due iniziano a riavvicinarsi. Per la prima volta, Collings si sente disposto a sistemarsi, ma Harris se ne va, desideroso di "vedere l'oceano" e sentendosi un potenziale ostacolo alla nuova intimità della coppia.
McVey e i suoi affiliati interrompono la sua nuova vita. Apprendendo che hanno rapito Harris, Collings lascia di nuovo Hannah, questa volta per salvare il suo amico. In una brutale sparatoria con la banda di McVey, tutti i cattivi vengono uccisi e Collings viene ferito a morte. Harris va da solo a casa di Hannah.

## Personaggi

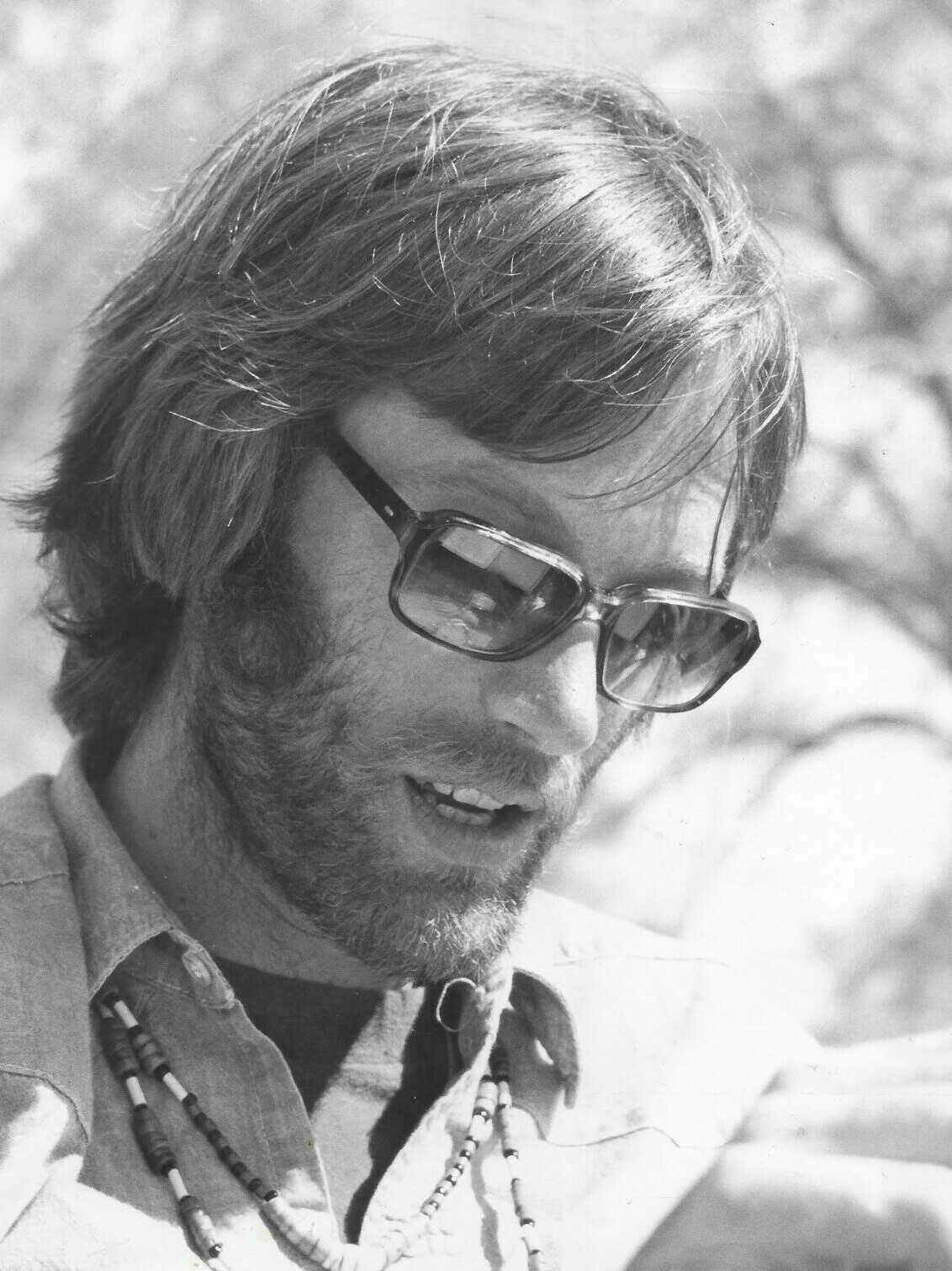
Peter Fonda ha diretto il film, partecipando anche come attore nel ruolo di Harry Collings

- Peter Fonda nel ruolo di Harry Collings
- Warren Oates nel ruolo di Arch Harris
- Verna Bloom nel ruolo di Hannah Collings
- Robert Pratt nel ruolo di Dan Griffen
- Severn Darden nel ruolo di McVey
- Rita Rogers nel ruolo di una donna messicana
- Ann Doran nel ruolo della Sig. Sorenson
- Ted Markland nel ruolo di Luke
- Owen Orr nel ruolo di Mace
- Al Hopson nel ruolo di barista
- Megan Denver nel ruolo di Janey Collings
- Michael McClure nel ruolo di Plummer
- Gray Johnson nel ruolo di Will
- Larry Hagman nel ruolo dello sceriffo (solo versione televisiva)

## Produzione
Grazie all'enorme successo finanziario di Easy Rider - Libertà e paura (1969), che Fonda ha co-sceneggiato, prodotto e interpretato, gli Universal Studios gli diedero il pieno controllo artistico su Il Ritorno di Harry Collings, al suo debutto come regista (la Universal ha fatto lo stesso anche per Dennis Hopper con Fuga da Hollywood quell'anno).
Fonda ha dichiarato: «la sceneggiatura di Alan mi è stata data da un amico. Non sapevo niente di lui ma ho pensato che fosse molto intelligente. Poi ho scoperto che era uno scozzese che non era mai stato nel West americano. Sono stato semplicemente messo KO perché mi ha parlato a così tanti livelli».

### Riprese
Il ritorno di Harry Collings è stato girato nel New Mexico nell'estate del 1970 con un budget di poco inferiore a 1000000 $. Come ha spiegato in seguito, Fonda è stato supportato come regista neofita da un cast di attori caratteristi esperti, guidati da Warren Oates. Inoltre, il direttore della fotografia Vilmos Zsigmond ha fornito immagini naturalistiche di alta qualità, contribuendo per la prima volta ad un lungometraggio: «Prima di allora, fondamentalmente facevo pubblicità. "Il ritorno di Harry Collings" è stata probabilmente la prima volta che io [come direttore della fotografia] ho fatto una storia drammatica con bravi attori». La selezione di Fonda dell'allora sconosciuto Bruce Langhorne come compositore musicale del film è stata premiata, poiché quasi tutte le recensioni del film hanno individuato la colonna sonora come insolitamente espressiva e meravigliosa.

### Montaggio
Frank Mazzola ha montato il film, utilizzando una serie di montaggi complessi e poetici, caratterizzati da elaborate dissolvenze, rallentamenti e fotografie sovrapposte. Il montaggio di apertura di Mazzola è stato elogiato da diversi critici come la sequenza più memorabile del film.

## Distribuzione
Fonda ha ricordato: «la Universal stava per mettere un cartellone pubblicitario su Sunset Blvd, mostrandomi senza maglietta, con indosso un cappello da cowboy e una pistola infilata nei pantaloni. Il cartellone diceva qualcosa del tipo, "Easy Rider Cavalca Ancora!". Sono andato alla Universal e ho detto di toglierlo o lo avrei tolto io stesso. Ero pronto a buttarlo giù con gli esplosivi...si sono pagati una forte quota in anticipo per distribuire il mio film. Non ho visto un centesimo...almeno li ho convinti a togliere il cartellone».

## Accoglienza

### Incassi
Nonostante le speranze della Universal per un altro successo giovanile di dimensioni Easy Rider, Il ritorno di Harry Collings è stato un flop commerciale. È stato venduto alla NBC-TV per le successive proiezioni televisive nel 1973, dopo che la maggior parte dei fan del film aveva visto il film per la prima volta. Dopodiché, è stato raramente ripetuto in televisione e solo occasionalmente nei festival cinematografici nel corso degli anni.

### Critica
Il Ritorno di Harry Collings ha ricevuto recensioni generalmente contrastanti, con alcuni critici che hanno liquidato il film come un «hippie-western». Variety ha ritenuto che il film avesse «una storia sconnessa, un eroe in gran parte antipatico e una quantità invadente di espedienti cinematografici che rende inarticolate le sottigliezze di una storia confusa». Time l'ha descritto come «inutile, virtualmente senza trama, quasi immobile». Ma Roger Greenspun del New York Times lo ha elogiato, descrivendolo come un «film semplice piuttosto ambizioso, con una tecnica abbastanza elaborata e livelli di significato che si elevano al mistico, che sembra così tanto parte del vecchio West molto contemporaneo». Jay Cocks ha scritto che il film era «un bel western elegiaco».
Nel 2001, il film è stato completamente restaurato ed esposto in numerosi festival con una risposta della critica generalmente entusiasta. Successivamente, il Sundance Channel ha pubblicato un DVD del film in due edizioni separate nello stesso anno. Il film è ora ben considerato come un classico western minore, con un punteggio favorevole del 91% su Rotten Tomatoes basato su 11 recensioni.  Bill Kauffman l'ha definita «una bella meditazione sull'amicizia e la responsabilità, uno dei grandi film meno conosciuti di un periodo molto ricco da un punto di vista cinematografico, i primi anni '70». The Aurum Film Encyclopedia di Phil Hardy dice: «il film è stato "meravigliosamente fotografato da Zsigmond [...] una superba evocazione dei rigori e dell'assenza di scopo essenziale della vita di frontiera».
Tuttavia, alcuni critici hanno trovato il film sopravvalutato. Glenn Erickson (alias "DVD Savant") credeva che il film fosse «leggero nel reparto storia e diretto con un manierismo lentissimo».

## Versione televisiva
Quando la NBC-TV trasmise per la prima volta Il ritorno di Harry Collings nel 1973, ripristinò venti minuti di filmati che Fonda aveva cancellato dal montaggio cinematografico. Glenn Erickson ha affermato che il filmato precedentemente mancante è molto importante per la narrativa del film, osservando che «lo scrittore Alan Sharp ha creato una ragione pressante per il personaggio di Oates per andarsene», e ha inoltre affermato che questi venti minuti hanno contribuito a rendere Il ritorno di Harry Collings più somigliante molto a «un film standard con una storia, eventi, dialoghi e interazione con i personaggi». Il taglio più sostanziale ha coinvolto la morte di Ed Plummer (Michael McClure) e la successiva indagine per omicidio da parte dello sceriffo locale (Larry Hagman). Per la versione cinematografica limitata del 2001, Fonda ha nuovamente rimosso il filmato. Tutti i venti minuti sono stati aggiunti al DVD come extra.